# Museo de Arte Moderno de Estambul
El Museo de Arte Moderno de Estambul (en turco, İstanbul Modern Sanat Müzesi) es un museo de arte contemporáneo situado en el distrito de Beyoğlu de Estambul (Turquía). Inaugurado en diciembre de 2004, el museo presenta fundamentalmente el trabajo de artistas turcos. El director del museo es Levent Çalıkoglu, y preside el consejo de administración Oya Eczacıbaşı.

## Historia
El museo se ha levantado en el Bósforo, sobre un antiguo almacén del barrio de Tophane, con vistas espectaculares de la ciudad. Su diseño ha sido realizado por el equipo de Tabanlıoğlu Arquitectos. 

## Exposición permanente y distribución
El İstanbul Modern cuenta actualmente con dos pisos de exposición: la colección permanente del museo, así como una tienda y restaurante, está localizado en el piso superior, mientras las exposiciones provisionales están localizadas en el piso inferior, junto con un cine y una biblioteca de artes.
Incluye trabajos de pintores turcos del siglo XIX y llega hasta nuestros días. Entre otros, se exponen piezas de: Hoca Ali Riza ("Paisaje"), Migurdic Givanian ("Estambul"), Nuri Iyem ("Mujeres Villanas"), Hekmit Onat, Nurullah Berk, Burhan Dogançay ("Muhtesem Cag"), Nedim Gunsur, y Omer Uluc ("1 Hombre,4 Mujeres").  También incluye algunos trabajos de artistas no turcos, como: Tony Cragg, Julian Opie, y Monica Bonvicini ("Stairway a Infierno"). Los trabajos de vídeo contemporáneo incluyen películas de Hale Tenger Canan ("Ejemplares"), y Sukran Moraleja ("Bordello").

## Visitas: horas y admisión
Horas de museo:
- Martes - domingo: 10:00-18:00
- Jueves: 10:00-20:00
- Cerrado los lunes

Admisión:
- Adulto: 15 TL
- Grupos (más de 10 personas): 12 TL
- Concesiones: 8 TL (alumnado y personas de edad 65 y más viejo)
- Admisión libre los jueves para residentes en Turquía.
- Admisión libre para menores de 12 años y visitantes discapacitados.[2]